# 巴特爾門特梅薩 (科羅拉多州)
巴特爾門特梅薩（英語：Battlement Mesa）是位於美國科羅拉多州加菲爾德縣的一個人口普查指定地區。

## 地理
巴特爾門特梅薩的座標為39°26′16″N 108°02′02″W / 39.43778°N 108.03389°W，而該地最高點為海拔高度1673米（即5489英尺）。

## 人口
根據2010年美國人口普查的數據，巴特爾門特梅薩的面積為30.60平方千米，當中陸地面積為30.00平方千米，而水域面積為0.60平方千米。當地共有人口4471人，而人口密度為每平方千米146人。